# Босія (Ясси)
Босія (рум. Bosia) — село у повіті Ясси в Румунії. Адміністративний центр комуни Унгень.
Село розташоване на відстані 335 км на північ від Бухареста, 14 км на північний схід від Ясс.

## Населення
За даними перепису населення 2002 року у селі проживала 1771 особа, усі — румуни. Усі жителі села рідною мовою назвали румунську.